# Vincent-Inseln
Die Vincent-Inseln sind kleine Inselgruppe an der Südseite Südgeorgiens. Sie liegen am Kopfende der King Haakon Bay.
Teilnehmer der Endurance-Expedition (1914–1916) unter der Leitung des britischen Polarforschers Ernest Shackleton kartierten sie grob. Der South Georgia Survey nahm zwischen 1951 und 1957 Vermessungen vor. Das UK Antarctic Place-Names Committee benannte die Inselgruppe 1958 nach dem Matrosen John Vincent (1884–1941), der Shackleton und vier weitere Expeditionsteilnehmer bei der Rettungsfahrt von Elephant Island nach Südgeorgien begleitet hatte.